# Uherský Brod
Uherský Brod (németül: Ungarisch Brod, magyarul Magyarbród) kisváros Csehországban, Morvaországban, a szlovák határ közelében.

## Fekvése
Morvaország délkeleti részén, a Slováckónak nevezett területen fekszik. A városon átfolyik az Olšava (Olsva) folyócska.
Környékbeli városok: Uherské Hradiště, Zlín, Luhačovice fürdőváros és a szlovákiai Trencsén.

## Története
Várát 1049-ben, I.András létesítette az akkori magyar-cseh határon, elsősorban német támadástól tartva.
Az 1116-os II. István magyar király és I. Ulászló cseh fejedelem között kialakult Olsava menti csata a város melletti réten zajlott, az akkori országhatáron.
A város első említése 1140-ből származik mint Brod vagy Na brodě, ekkor ugyanis a feltételezések szerint átkelőhely volt az Olšava folyón (A brod magyarul gázlót jelent). 1272-ben Přemysl-házi II. Ottokár cseh király királyi város rangjára emeli. 1509-ben Jagelló Ulászló a várost Kunovicei Jánosnak adományozta, amiért a királyi városi kiváltságai megszűntek. A 16. században a város fejlődésnek indult, ekkor került sor a városháza felépítésére. A 17. században azonban a magyar támadások miatt a város fejlődése megtorpant.
Az ezt követő időszakban indult fejlődésnek a városban a zsidó és a német közösség, amelyek azonban a második világháború alatt és után kényszerűen eltűntek.

## Gazdaság
- 1936-ban itt alapították a Česká zbrojovka (ČZ) egyik üzemét. Az 1950-es években Strakonicéből a fegyvergyártást teljesen idetelepítették, majd 1964-ben önállóvá vált a gyár és napjainkban Česká zbrojovka Uherský Brod (ČZUB) néven működik.

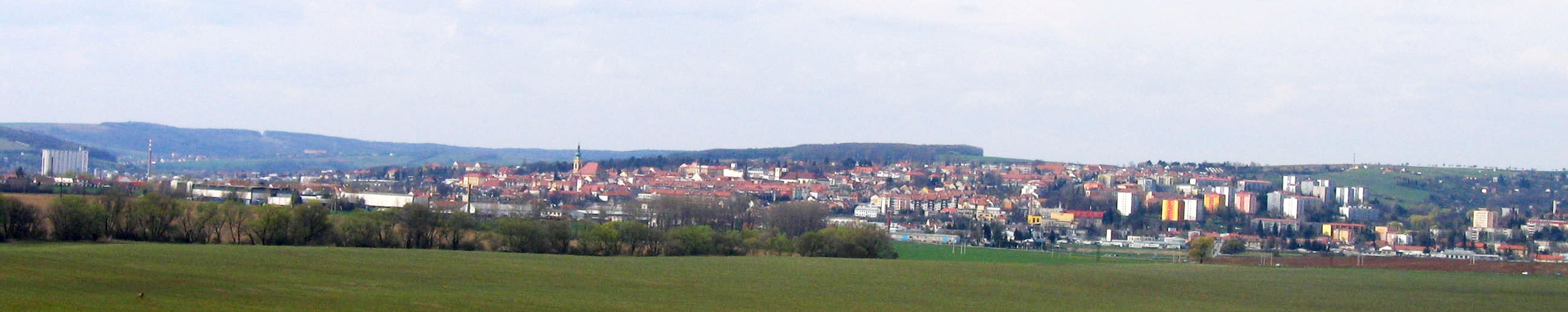
Uherský Brod panorámaképe

- Janáček sörgyár

## Városrészek
A városnak öt része van: a centrum, Havřice, Maršov, Těšov, Újezdec.

## Népesség
A település népessége az elmúlt években az alábbi módon változott:
| Lakosok száma | 5855 | 7399 | 8384 | 12 565 | 17 459 | 16 720 | 16 591 | 16 493 | 16 093 | 16 444 |
|               | 1869 | 1900 | 1921 | 1961   | 1980   | 2014   | 2016   | 2019   | 2021   | 2024   |

## Híres emberek
- Comenius, cseh humanista és pedagógus.

Magyarbród a közeli Komňa és Nivnice községekkel együtt Comenius lehetséges szülőhelyei között van számon tartva. Gyermekkorát minden bizonnyal itt élte le. A helyi múzeum és a gimnázium is az ő nevét viseli. A város testvérvárosa a hollandiai Naarden, ott van ugyanis eltemetve Comenius.
- Itt halt meg Bocatius János költő.
- Itt született Vojtěch Luža (1891-1944) cseh tábornok.
- Itt született František Kožík (1909–1997) író, eszperantista.

## Testvértelepülések
- Gierałtowice, Lengyelország
- Naarden, Hollandia
- Vágújhely, Szlovákia

## Fordítás
- Ez a szócikk részben vagy egészben  az   Uherský Brod című cseh Wikipédia-szócikk ezen változatának fordításán alapul.  Az eredeti cikk szerkesztőit annak laptörténete sorolja fel. Ez a jelzés csupán a megfogalmazás eredetét és a szerzői jogokat jelzi, nem szolgál a cikkben szereplő információk forrásmegjelöléseként.